# Бака-Джат
Ба́ка-Джа́т (ивр. באקה-ג'ת‎, араб. باقة جتّ‎) — израильский город с арабским населением, существовавший с 2003 по 2010 годы. Административно относился к Хайфскому округу Израиля. 

## История
Был образован в 2003 году в результате слияния деревень Бака-аль-Гарбия и Джат. В соответствии с информацией Центрального бюро статистики Израиля, в Бака-Джат проживало 33 400 человек по состоянию на 2009 год. С 1 ноября 2010 года слияние было отменено и город Бака-Джат был снова разделен на город Бака-аль-Гарбия и местный совет Джат.

## Население
По статистическим данным Центрального статистического бюро Израиля, население на декабрь 2003 года составляло 28 125 человек.
Динамика численности населения по годам:
| 1955 | 1961 | 1972  | 1983  | 1995  | 2003  | 2005  | 2008  |
| ---- | ---- | ----- | ----- | ----- | ----- | ----- | ----- |
| 5600 | 6900 | 11000 | 16300 | 22800 | 28125 | 31000 | 32900 |